# Taisuke Miyazaki
Taisuke Miyazaki (japanisch 宮崎 泰右 Miyazaki Taisuke; * 5. Mai 1992 in der Präfektur Saitama) ist ein japanischer Fußballspieler.

## Karriere
Miyazaki erlernte das Fußballspielen in der Jugendmannschaft von Omiya Ardija. Seinen ersten Vertrag unterschrieb er 2010 bei Omiya Ardija. Der Verein spielte in der höchsten Liga des Landes, der J1 League. 2012 wurde er an den Zweitligisten Shonan Bellmare ausgeliehen. Für den Verein absolvierte er 16 Ligaspiele. 2013 kehrte er zu Omiya Ardija zurück. 2014 wechselte er zum Zweitligisten Thespakusatsu Gunma. Für den Verein absolvierte er 36 Ligaspiele. 2015 wechselte er zum Drittligisten FC Machida Zelvia. 2015 wurde er mit dem Verein Vizemeister der J3 League und stieg in die J2 League auf. Für den Verein absolvierte er 23 Ligaspiele. Im Juni 2016 wechselte er zum Drittligisten Tochigi SC. 2017 wurde er mit dem Verein Vizemeister der J3 League und stieg in die J2 League auf. Für den Verein absolvierte er 40 Ligaspiele. 2019 wechselte er zum Drittligisten Vanraure Hachinohe. Für den Verein absolvierte er 18 Ligaspiele.